# Фунікулер Меркур
48°45′47″ пн. ш. 8°15′53″ сх. д. / 48.763° пн. ш. 8.26465° сх. д.
Фунікулер Меркур (нім. Merkurbergbahn) — фунікулер метрової колії, який веде на гору Меркур поблизу Баден-Бадена, Німеччина.
Він піднімається на висоту 370 м на відстані 1192 м.
Маршрут має ухил від 23 % до максимум 58 %.
Долинна станція розташована на висоті 287 м над рівнем моря, горішня станція — на висоті 657 м над рівнем моря, на одинадцять метрів нижче фактичної вершини гори Меркур.
Час у дорозі близько п'яти хвилин.

## Історія
Р. Гольцапфель рекомендувавши трамвайну під'їзну лінію до гори Меркур у попередньому дослідженні, проведеному на замовлення міської ради Баден-Бадена 25 квітня 1907 року, він також заклав підґрунтя для фунікулера Меркур, рекомендувавши електрифікований фунікулер, який був побудований Есслінгенським машинобудівним заводом.

Фунікулер Меркур відкрили 16 серпня 1913 року.
Тоді фунікулер їхав у гору десять хвилин.
Виручка від квитків змогла покрити операційні витрати.

Попри певні ремонти в 1955/56 і 1958/59 роках, недоліки з'явилися в 1960-х роках.
Тому з міркувань безпеки 1 листопада 1967 року дію фунікулера припинили.
Після капітального ремонту фунікулер знову почав працювати 27 квітня 1979 року.
Відтоді фунікулер Меркур працює швидше, контролюється дистанційно та без водія.
Ним керують самі пасажири, подібно до ліфтової системи.
У сприятливі дні фунікулером користуються до 3500 пасажирів, серед них багато парапланеристів.
Вагони фунікулера перевезли до Швейцарії у 2002 році і знову в січні 2011 року для перевірки та технічного обслуговування.
З січня 2019 року по червень 2020 року фунікулер реконструювали кількома етапами.
Ці заходи містили безбар'єрне переобладнання долинної і гірської станцій, створення нових шляхів евакуації та нових технологій приводу.

Оператор фунікулера — державне комунальне підприємство Баден-Бадена.
У 1912—1949 рр. долинна станція фунікулера мала пересадку на трамвай Баден-Бадена, а в 1950—1970 рр. — на тролейбус Баден-Бадена.
На 2020-ті роки можлива пересадка на міські автобуси номерів 204 і 205.

## Технічні характеристики
- Довжина: 1192 м
- Висота: 370 м
- Максимальний нахил: 54 %
- Вагонів: 2
- Місткість: 38 пасажирів на вагон
- Ширина колії : 1000 мм
- Тяга: Електрика
- Управління: Автоматичне